# Blanco (Nowy Meksyk)
Blanco – jednostka osadnicza w Stanach Zjednoczonych, w stanie Nowy Meksyk, w hrabstwie San Juan.